# Mesochorus eximius
Mesochorus eximius är en stekelart som beskrevs av Dasch 1974. Mesochorus eximius ingår i släktet Mesochorus och familjen brokparasitsteklar. Inga underarter finns listade i Catalogue of Life.